# Lauren Kate
Lauren Kate (Dallas, 21 de março de 1981) é uma escritora americana de ficção adulta/jovem. Suas maiores obras incluem The Betrayal of Natalie Hargrove e a saga Fallen, da qual o primeiro livro chegou à terceira posição na lista de best-sellers do jornal The New York Times em 8 de janeiro de 2010 e permaneceu na lista até abril de 2011. A sequência de Fallen, Tormenta, chegou à primeira posição da lista ao ser lançada.

## Biografia
Kate nasceu e cresceu em Dallas, no estado americano do Texas, e frequentou a faculdade em Atlanta, Geórgia.  Kate declarou que sua experiência do "Old South" na área de Atlanta a fez situar Fallen em uma era Acadêmica da Guerra Civil. Kate atualmente vive em Los Angeles com seu marido e está trabalhando em na nova série, Teardrop.
A escritora tem uma filha chamada Matilda e um cachorro chamado Milo.

## Livros

### SérieFallen
- Fallen (2009) no Brasil: Fallen (Galera Record) em Portugal: O Anjo Caído (Editorial Planeta)
- Torment (2010) no Brasil: Tormenta (Galera Record) em Portugal: Tormento (Editorial Planeta)
- Passion (2011) Paixão no Brasil: (Galera Record) em Portugal: (Editorial Planeta)
- Rapture (2012) Êxtase no Brasil: (Galera Record) em Portugal: (Editorial Planeta)

#### Spin-Offs
- Fallen in Love (2012)  no Brasil: Apaixonados (Galera Record)
- Angels In The Dark - coleção de contos (2013) no Brasil: Anjos na Escuridão (Galera Record, 2014)
- Unforgiven (2015) no Brasil: O Livro de Cam: Unforgiven (Galera Record, 2016)

### Série Teardrop
- Teardrop (2013) Lágrima
- Waterfall (2014) Dilúvio
- Last Day of Love (Prequela Novela) ( 2013)

### Outros
- The Betrayal of Natalie Hargrove (2009)  no Brasil: A traição de Natalie Hargrove (Galera Record)
- O Livro das Princesas (com Meg Cabot, Patrícia Barboza, Paula Pimenta) (Galera Record). As mais populares autoras norte-americanas se unem às brasileiras em uma coletânea que reinventa contos de fadas clássicos. O convite partiu da editora Galera Record.
- The Orphan's Song (2019)
- By Any Other Name (2022)
- One True Wish (2023)
- What's in a Kiss? (2024)

## Adaptação
- Fallen (2016) Filme baseado em livro homonimo.[5]